# Karantániai Domicián
Karantániai Domicián, esetleg Karintiai Domicián,(született Domislav – olvasd: Domiszláv) (?, 8. század – Millstatt, 802 körül) karantániai (vagy karintiai) fejedelem (herceg) és katolikus szent a Nagy Károly idejéből.

## Hagyomány
.

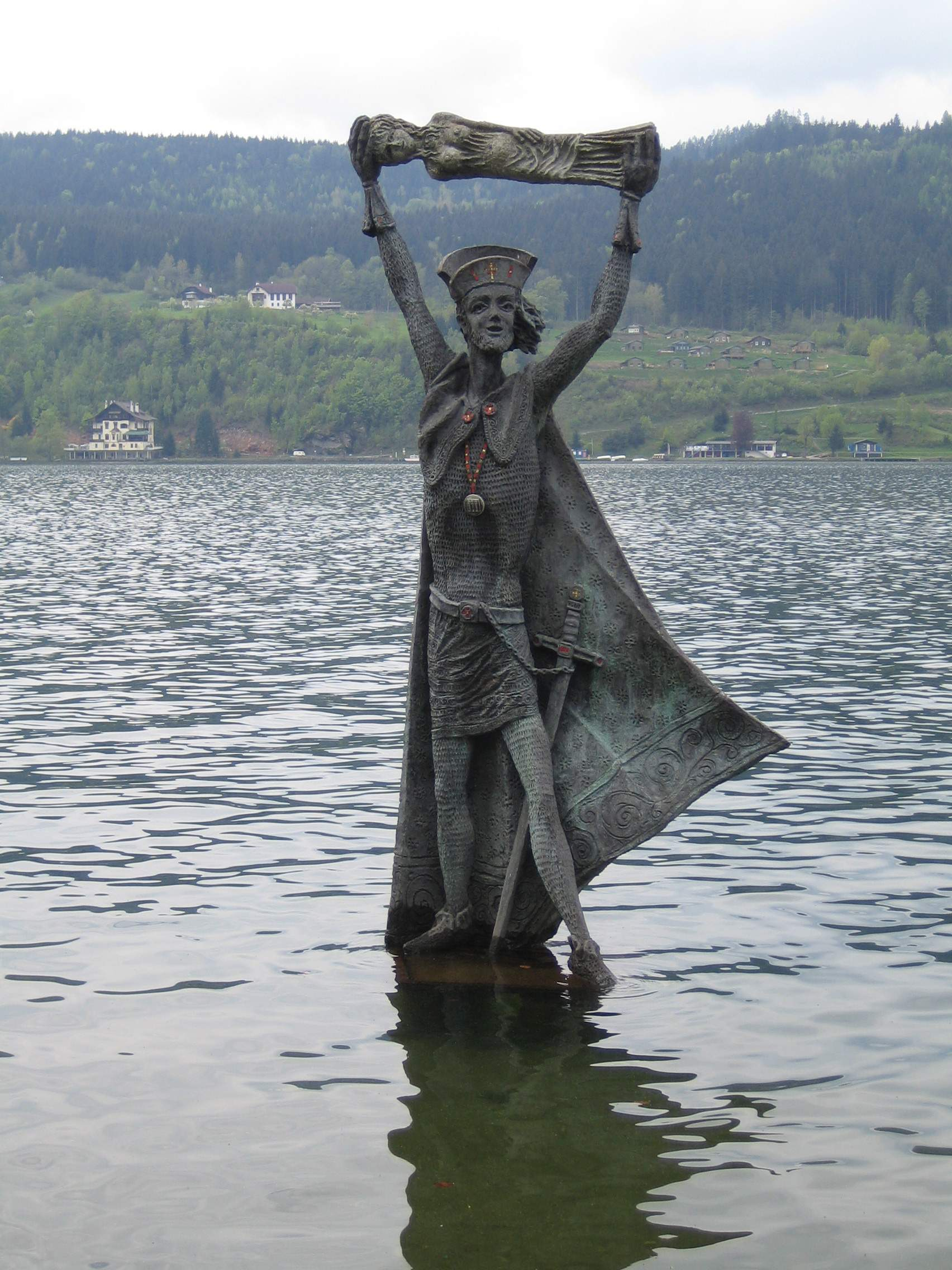
Domicián szobra Millstatts taván

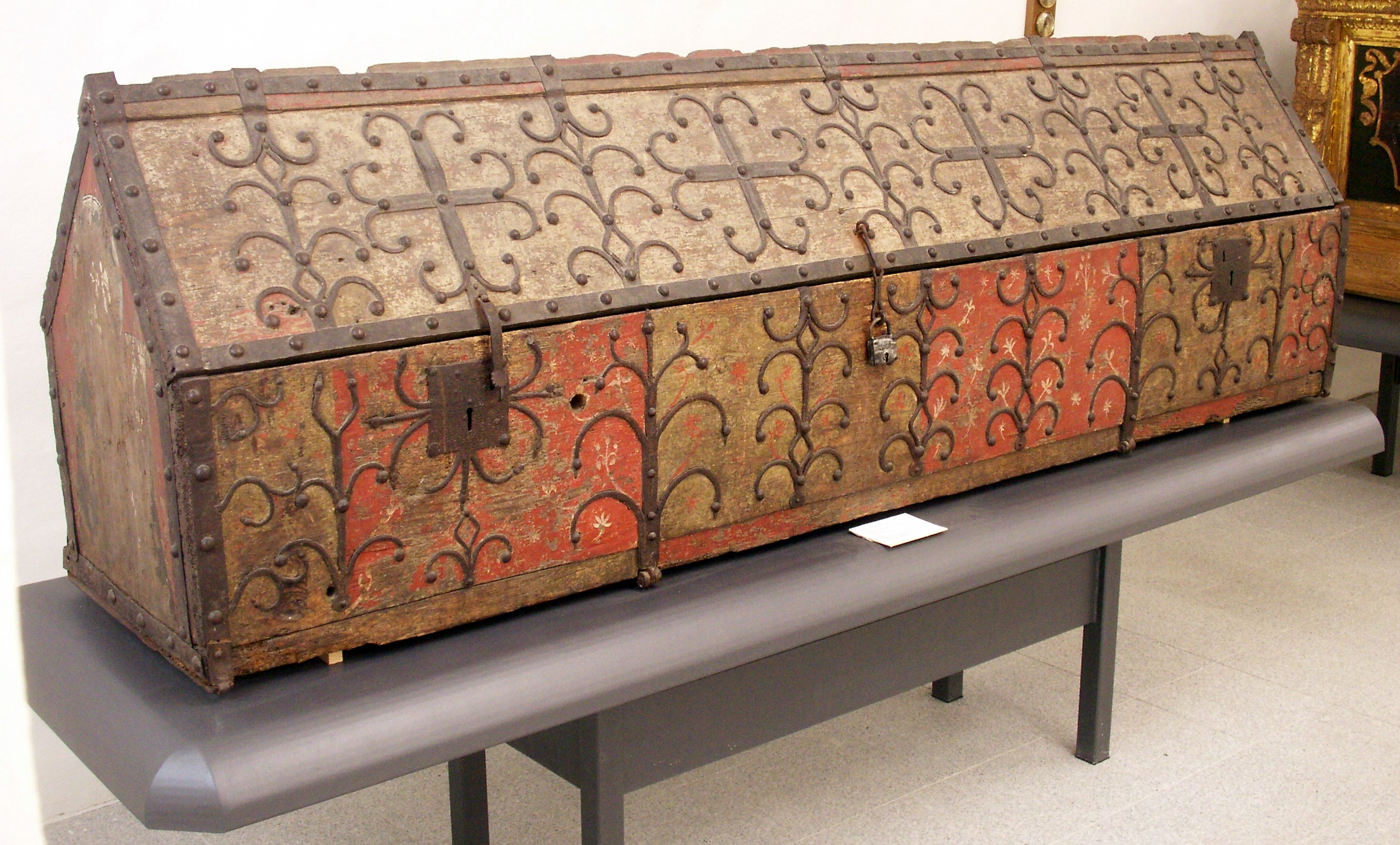
Román stílusú szarkofág Karantániai szent Domicián ereklyékkel

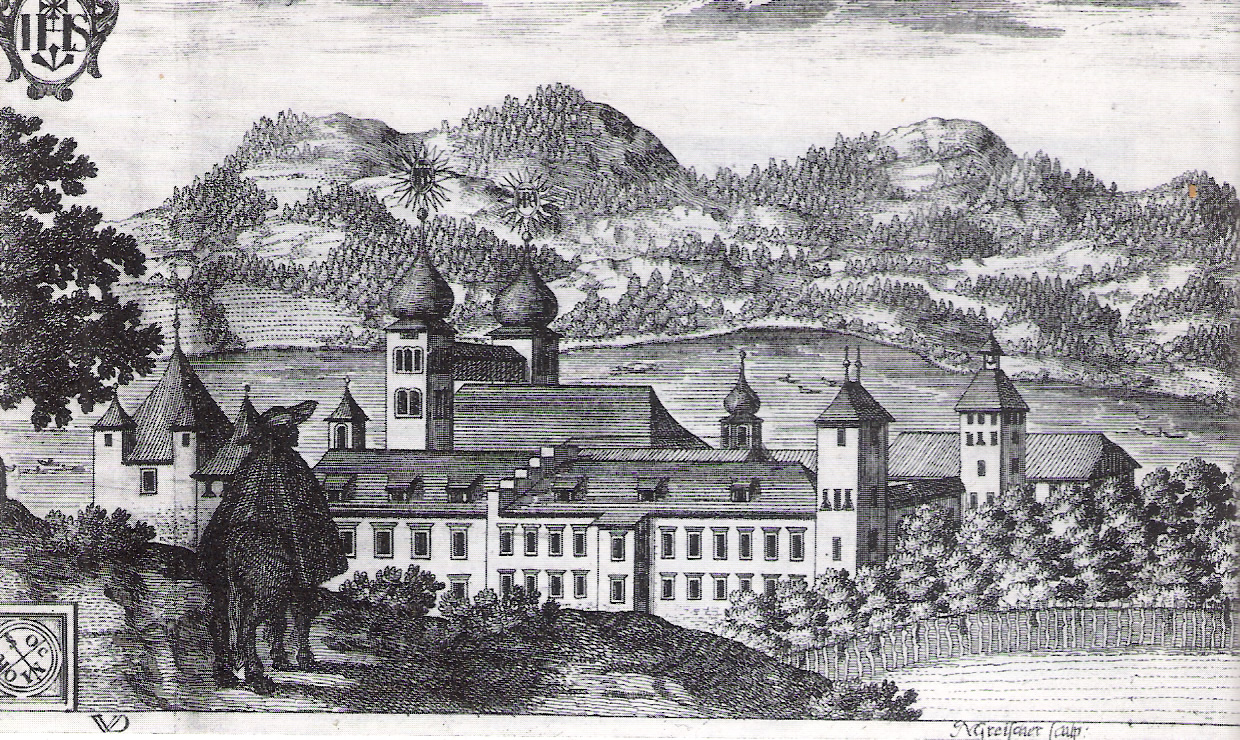
Valvasori Mülstatt látvánja 1688.

Domiciánt említik Életrajza; szerint Karantáia fejedelme volt és a harmadik keresztény Karantániai, Valtunk fejedelem utódja. Conversio Bagoariorum et Carantanorum latinul írt mű, amely foglalkozik Karantániával, de a neve ott nem szerepel. Mint Valtunk örökösei vannak felsorolva Pribislav fejedelem, Semika, Stojmir és Etgar. A németesítés közepette 1907-ben Robert Eisler német történész „Legenda a Szent karintiai Domicián fejedelemről“ művében elsőnek azt a véleményt kifejezte, hogy Domicián csak a 12. században a Millstatti kolostorban élők Benedek rendi szerzetesek kitalált neve. Ők felhasználták a legendát a pogány szlovén lakosság megtérítésénél a kereszténységre. Velük egyezett sok német-osztrák történész; de az utolsó időben vannak olyanok is, akik azt a véleményt képviselték, hogy Domicián valóban élt és a Millstatti kolostor legendája róla valóságos tényeken alapszik. Egyes történészek azt állítják, hogy Domicián keresztelése előtt Domislav nevet viselte.

## Mondák – legendák

### A Millstatti név, templom és kolostor eredetéről szóló legendája
A legenda szerint valaha Millstatti tó komoly nagyobb volt a maitól. A tó, amely létezett a 8. században, akkor a környező hegyekig húzódott. Azt egyik dombon szemben a mai Millstattal állt a szlovén erődítmény ahol tartózkodott Domicián, a pogány karantániai herceg. Domiciánnak volt egy fia, aki egy nap apja tiltása ellenére viharos időben csónakkal a tóra ment és felfordult.
Miután a fia másnap reggel sem érkezett haza és a herceg meglátta felborult csónakot, elrendelte alattvalóinak, hogy változtassanak a tó fekvésén és addig ürítsék, míg meg nem találják fia holttestét. Elkötelezte magát, hogy ott ahol megtalálják a holttestet – templomot épít és abban ő maga is a kereszténységre tér át.
Nyugaton a tótól az alattvalók eltávolítottak egy egész dombot, amely a Lizéra (németül: Lieser) folyótól választott el; így a vízszintje lecsökkent és néhány nap múlva megtalálták a halott fiát. Domicián akkor a fia sírja mellett megkeresztelkedett és ott keresztény templomot épített. Ezután elrendelte az ezer pogány isten és istennő – bálvány szobrainak összegyűjtését (latinul: „mille statuæ“ = ezer szobor) és bedobta a tóba. A templom körül később kialakult egy település, amelyet ma Millstatt néven ismerünk. Neve kimagaslik a legendából Domiciánról a latin kifejezésből ezer szobor, melyeket elrendelt a tóba megsemmisíteni. Mások viszont a helység eredetét a malomra (szlovénul: mlin; németül: Mühle), következtetik, mert sok malom volt a tó környékén, – megint mások az akkori patakra vonatkoztatják. 

### A szent Domiciánról szóló legendája
| Latin szöveg | Magyar fordítás |
| --- | --- |
| Constat itaque beatum Domicianum ducem quondam Quarantane terre extitisse, ut in epitaphio tumbe illius in lapide ita exaratum invenimus »In nomine Patris et Fiìii et Spirìtus Sancti. Hic requiescit beatus Domitianus dux, primus fundator huius ecclesie, qui convertit istum populum ad christianitatem ab infidelitate«. Ad hec sub quo tempore conversatus fuerit, ibidem continebatur, sed negligencia et vicio antiquorum abolita sunt. Hic cum baptizatus a sancto Rudberto fuisset, ut quidam asserunt, sive ab aliquo successorum suorum, quibus magis favemus, locum adiit Milstatensem et culturam illic demonum non modicam invenit, quemadmodum etymologia nominis loci illius liquido ostendit. Milstat enim a mille statuis nomen accepit, quas ibidem populus errore delusus antiquo coluit, quas ille felix exemplo Bonifacii pape destruxit et eliminata omni spurcicia demonum ecclesiam, que primitus mille demonibus fuit addicta, in honore omnium sanctorum post modum consecrari fecit. Qui cum bona conversacione et felici consumacione cursum vite sue, prout modo merita ipsius declarant, sine querela coram deo et hominibus expleret, venerabile corpus eius in edicula iuxta maiorem ecclesiam est reconditum. | Általánosan közismert, boldog Domicián fejedelem, Karantánia földjén, mint ahogy megtaláltok az írásokban, ahogy a sírkövébe is be van írva: »Az Atya a Fiú és a Szentlélek nevében. Itt nyugszik boldog Domicián vezér, első alapítója ennek a templomnak, aki megtérítette ezt a népet a pogányságból a kereszténységre«. Ott van ugyanis hozzáadva, milyen időben élt; mégis ezek a szavak megsemmisültek az öregek hanyagsága miatt. Amikor szent Rupert megkeresztelte, amint egyesek gondolják, vagy valaki az utódai közül, amelynek inkább hódolnánk, aki eljött a milstati környékre. Ott találkozott a mértéktelen bálványimádással, amely világosan rámutat azon hely nevének forrására. Millstatt ugyanis nevét a sok ezer szoborról kapta, amelyeket ott tisztelt a nép, megtévesztve régi tévelygésekkel. Ezeket a boldog megsemmisítette Bonifác pápa példájára és eltávolított minden emléket a templomból, amely elsődlegesen az ezer bálványnak volt ítélve és rövidesen felszentelték Mindenszentek tiszteletére. Amikor ő Isten és ember előtt ítélet nélkül befejezte életpályáját, amelyben szépen viselkedett, amelyről érdemei tanúskodnak, tiszteletreméltó testét a főtemplom melletti kápolnába helyezték.« |

Ez a legenda üzenetet tartalmaz, a szlovén karantániai fejedelem Domiciánról; egyben az író beleszőtte a Milstat város nevének eredetét, valamint a pogány templom keresztényé tételét, amelyet a vezér ezen a helyen alapított. Történelmi tények e legendában a karantániai fejedelem létezéséről, a kereszténységért való működése, a Milstati templom megalapozása és oda való eltemetése – volnának a következők: 
Tény, hogy Domicián herceg létezett. Miután meg is volt keresztelve, a milstati vidékre érkezvén bálványimádókra talált, a bálványokat megsemmisítette. A megtisztított pogány templomot kereszténnyé tette és Mindenszentek tiszteletére szenteltette. Erényes életet élt, eltemették a milstati templomba.

### Jelentős felfedezés
Sírja feletti fedőlap latin felirattal azonos, ami ismert életrajzából. A felirat szövege a Franz Glaser karinthiai archeológus és történész szerint hangzik:
| Latinul | Magyarul |
| --- | --- |
| † HIC•QVIESCIT•DOMITIA NVS•DVX•QVI•KAROLI•IMP• TEMPORIBUS•PAGANITA TEM•DEVICIT•ET•POPVLVM• AD FIDEM CONVERTIT | Itt nyugszik Domicián fejedelem, aki Károly császár idejében legyőzte a pogányokat és népét kereszténnyé tette. |

Sokáig azt gondolták, hogy ez csak legenda; de amikor 1992 váratlanul archeológiai ásatásokkor felfedeztek Millstattban egy eredeti kőlapot egy felirat töredékkel, amely egykor sírja felett volt és az életrajzában megtalálhatjuk. Ezen töredéken a következőket találjuk: quescit, Domicianus, Karoli imp. paganita. Franz Glaser felfedezte, hogy ezek az eredeti lap maradványai. Franz dr. Glaser archeológus és történész lezárta, hogy Domicián nem legendás, hanem valódi történelmi személy, akinek, „Sitz in Leben“ (helye az életben) megvan; uralkodott tehát – az írás szerint – Nagy Károly idejében.

## Domicián tisztelete
Dedek történész  a Szentek élete című könyvében a február 5-ére ezeket s sorokat írja:  
E napon ünneplik meg Európában: Sz. Domitiánt, Karinthia herczegét és nejét Máriát, meg sz. Hildegardis Agatha őrgrófnőt, † 1024 Karinthiában. 
Domicián nyilvános tisztelete korán kezdődött, hamarosan a halála után majd a 15. században érte el tetőfokát. Sírján sok és különböző csoda történt. Léteznek feljegyzések ünnepélyes körmenetekről és Domicián ereklyéinek hordozásáról. Mesélik, hogy egy tolvaj, aki zsákmányával a kedves zarándokhelyen megjelent lebénult és többé nem tudott onnan elmenni. A hitte, hogy Domicián közbenjárása képes lecsillapítani a Millstatti háborgását vihar idején és különösen segít a hőségben.
1405-től Millstattban ismertté vált Domicián közösség, 1441 pedig a hagyomány szerint holt tetemét valamint felesége és fiáét is átvitték a rendház sekrestyéjébe. Szent Domicián tiszteletét különösen a Szent György Lovagrend szorgalmazta. Karinthia védszentjének márvány emlékművet állítottak. Amikor 1478-ban a törökök fosztogatták a rendházat és megsértették a sírkövet, a sírt megújították valószínűleg másik még öregebb sírkővel. Ma holt teteme a Domicián kápolnában van a Milstatban lévő rendházi templomban.
Domiciánnak ma is helye van a karinthiai vallási életben. Tiszteletére minden évben február 5-én tartanak hálaadó és könyörgő imádságokat.
A Millstatti tónál ma áll egy 4,20 m magas plasztika Giorgio Igne olasz szerzőtől. Domiciánt ábrázolja abban a pillanatban, amikor a pogány bálványokat a tóba dobja.